# ۱۲۸ (پیش از میلاد)
۱۲۸ (پیش از میلاد) ۱۲۸مین سال قبل از تقویم میلادی است.